# Le Phare (livre)
Hello Lighthouse
Pour les articles homonymes, voir Le Phare.
Le Phare (Hello Lighthouse, trad. litt. : « Hello le phare ») est un livre illustré écrit et dessiné par Sophie Blackall. Le livre raconte l'histoire d'un phare et de son dernier gardien et a été bien accueilli par la critique, remportant la médaille Caldecott de 2019 pour ses illustrations. S'inspirant de diverses sources, Blackall a travaillé dur sur la conception du livre. L'écriture et les illustrations sont censées se compléter les unes les autres en notant le changement et la cohérence de la mer.  

## Contexte et publication
Lors d'un marché aux puces en 2013, Blackall tombe sur une photo d'un phare à l'extrémité nord de Terre-Neuve. Cette image reste dans l'esprit de Blackall, même si elle travaillait sur Finding Winnie (en) à l'époque, et servirait éventuellement d'inspiration pour Hello Lighthouse. Lors de l'écriture de l'histoire, il était important pour l'auteure de se concentrer non seulement sur les actes héroïques des gardiens, mais aussi sur la façon dont leurs femmes étaient « tout aussi courageuses ». Elle s'est également inspirée de deux de ses livres préférés, Ox-Cart Man (en) (1979) et The Little House (en) (1942), qui décrivent également le passage du temps. Elle savait très tôt dans le processus de création qu'elle alternerait des scènes intérieures et extérieures. Blackall a travaillé méticuleusement pour concevoir le livre avec son éditeur, un effort noté par les critiques ,. Écrire le livre au lendemain de l'élection présidentielle américaine de 2016, une période qui a été l'une des « périodes les plus turbulentes que j'aie jamais connues », a été « un grand réconfort pour s'évader dans ma peinture, pour me transporter sur une petite île en mer »,. 
Le livre a été publié le 10 avril 2018. Sa traduction française est publiée pour la première fois en juin 2021 aux Éditions des Éléphants.

## Résumé
Le livre s'ouvre sur les lignes suivantes : « Sur le plus haut rocher d'une petite île au bord du monde se dresse un phare. Il est conçu pour durer éternellement. » À ce phare vient un nouveau gardien qui s'y installe. Le phare devient sa maison et il tient un journal. À travers le livre, il vit sa vie, se marie, sauve les survivants d'un naufrage, tombe malade et voit naître un enfant. Pendant que cela se produit, les événements de l'océan sont également notés, accompagnés de la même phrase répétée « Hello !... Hello !... Hello ! » À la fin de l'histoire, le phare est automatisé et le gardien et sa famille déménagent dans un cottage sur le continent où ils peuvent continuer à voir le phare qui continue de briller. 

## Illustrations et thèmes
Blackall a illustré le livre à l'encre de Chine et à l'aquarelle,. Les illustrations sont lumineuses et détaillées et s'inspirent de l'art traditionnel ou à l'ancienne pour créer un style unique,. Ce style se marie bien avec le texte nostalgique, dont la parcimonie évoque la bûche entretenue par le gardien, et le long format vertical du livre évoque le phare lui-même ,,. La répétition et même le rythme du texte contribuent également à renforcer les routines des personnages ,. Les critiques ont noté le rôle que joue la constance et le changement dans la mesure où le phare reste le même, même en étant dans le même espace sur différentes pages, alors que le gardien vit des changements dans sa vie et que la mer elle-même passe par différentes phases ,,,. La mer reste présente en arrière-plan tout au long du livre, même sur des pages consacrées à des événements spéciaux de la vie des habitants du phare. Les cercles sont également un motif répété dans les illustrations ,. Plutôt qu'un triste regard en arrière, le livre est plutôt une célébration de cette époque,.

## Accueil et récompenses
Le livre a reçu de bonnes critiques de Booklist (en), du Bulletin of the Center for Children's Books , de Kirkus Reviews, de Publishers Weekly qui l'a également nommé meilleur livre de 2018 en l'appelant « un bijou de création » ,, et le School Library Journal où la critique Elizabeth Blake a écrit que « les lecteurs se sentent comme s'ils étaient à l'intérieur du phare avec le gardien, entourés par la beauté et le drame de la mer toujours changeante » . Le New York Times, qui a cité le livre sur sa liste des livres remarquables de 2018, fait également l'éloge du livre avec l'écrivain Bruce Handy notant « Je serai surpris si un livre d'images plus exquis est publié cette année » . 
Le livre remporte également la médaille Caldecott en 2019. La présidente du comité du prix, Mary Fellows, a déclaré : « Les enfants seront ravis de se plonger dans les découvertes captivantes que chaque nouveau regard sur Hello Lighthouse apportera » .

## Publication
- Le Phare, Les Éditions des Éléphants, 2021 ((en) Hello Lighthouse, 2018), trad. Ilona Meyer et Caroline Drouault, 44 p.  (ISBN 978-2-3727-3113-3)